# Minröjning
Minröjning kallas den process som går ut på att oskadliggöra minor. Detta kan göras genom att desarmera eller spränga minan. Delas in i sjöminröjning och minröjning på land.

## Röjning av fartygsminor

### Minsvep

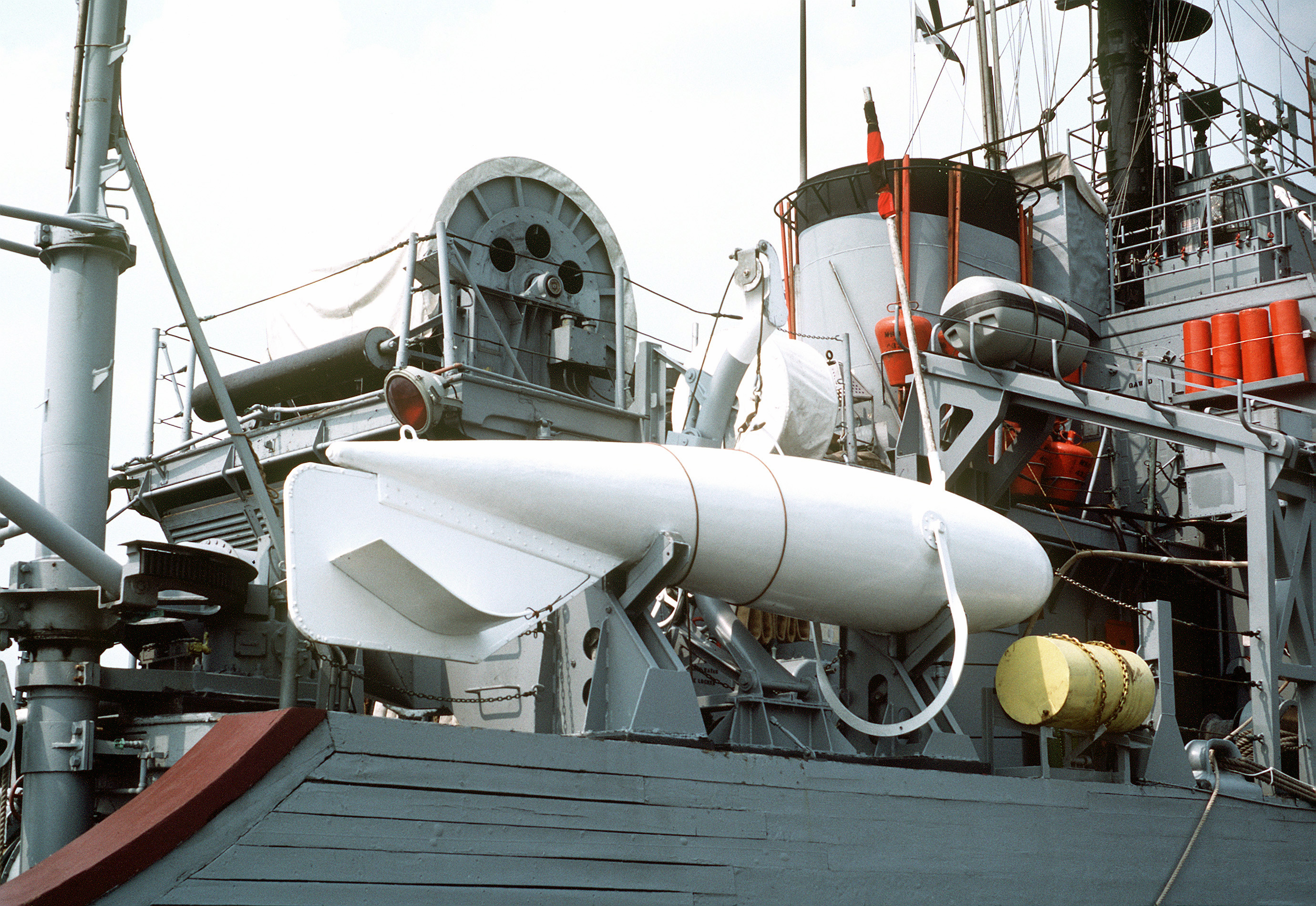
En paravan sjösätts från den amerikanska minsveparen USS Engage.

Äldre flytminor röjs med hjälp av så kallade minsvep. Det går till så att ett minröjningsfartyg släpar vajrar efter sig. Vajrarna är vanligen formade som ett Y som hålls ut på sidorna om fartyget med paravaner. Tekniken går ut på att vajern ska skära av flytminans ankarkätting eller ankarvajer. För att få vajern att skära är den ena av kardelerna spunnen åt motsatt håll än övriga. När ankarkättingen skurits av flyter minan upp, som sedan förstörs genom att sprängas. Moderna minröjningsfartyg har en sonar som tittar framåt, för att förhindra att minröjningsfartyget av misstag går på en mina.

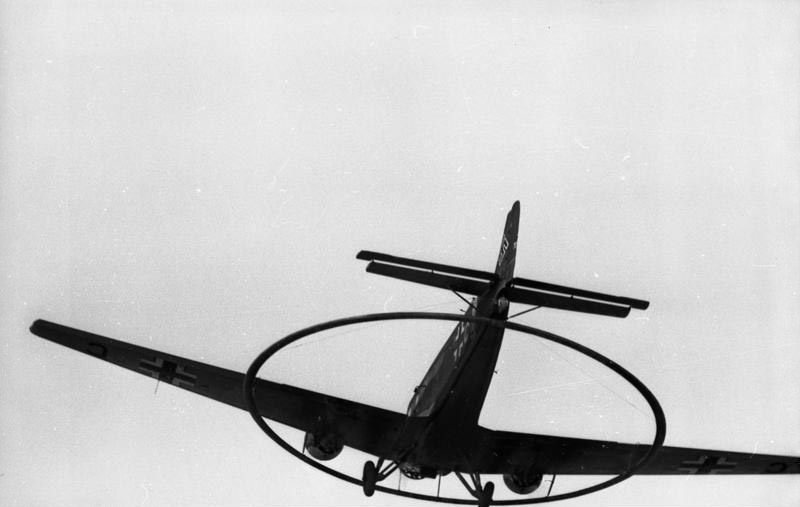
En tysk Junkers Ju 52 utrustad med en magnetisk minsvep.

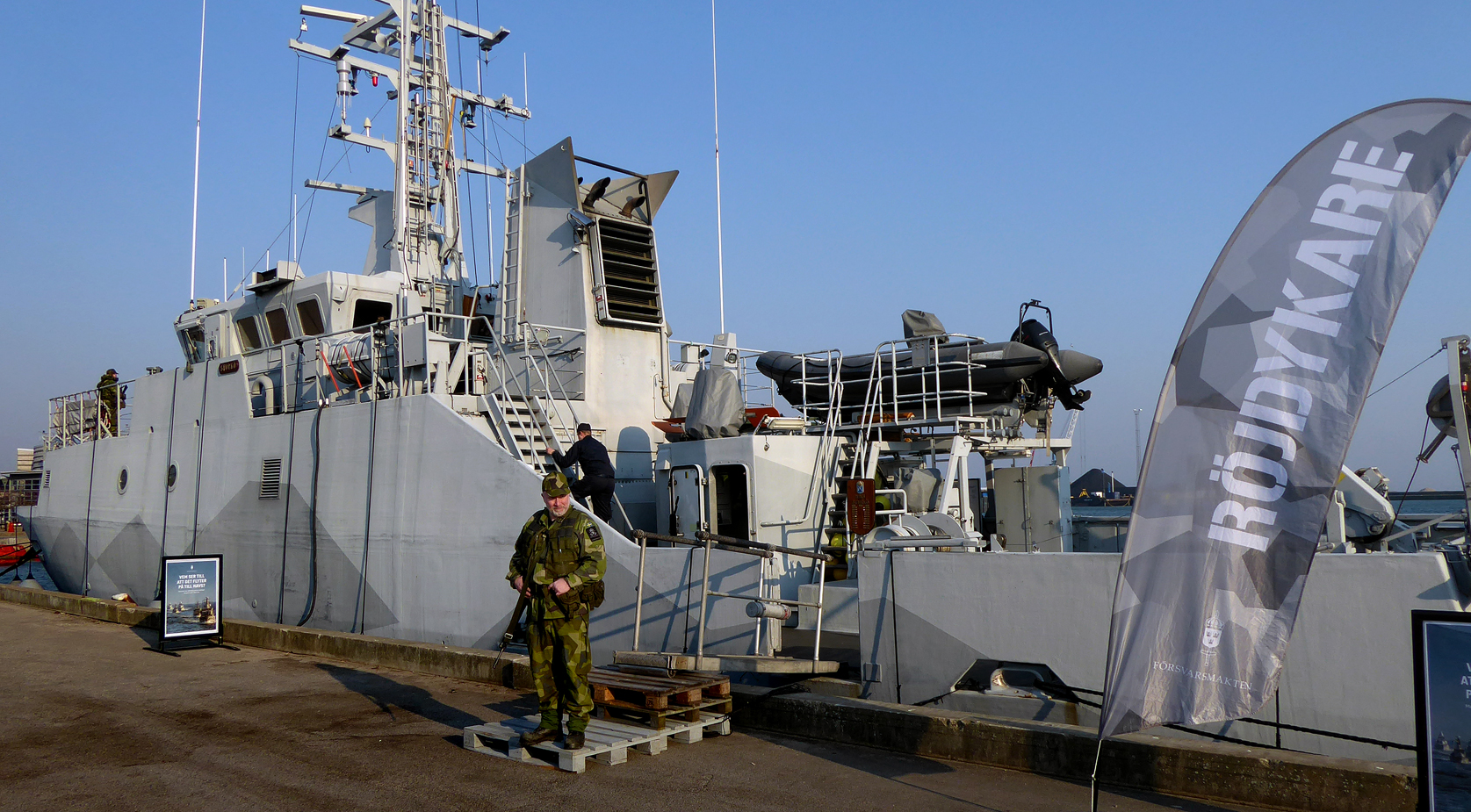
Minröjaren HMS Sturkö på besök i Ystad 5 april 2019.

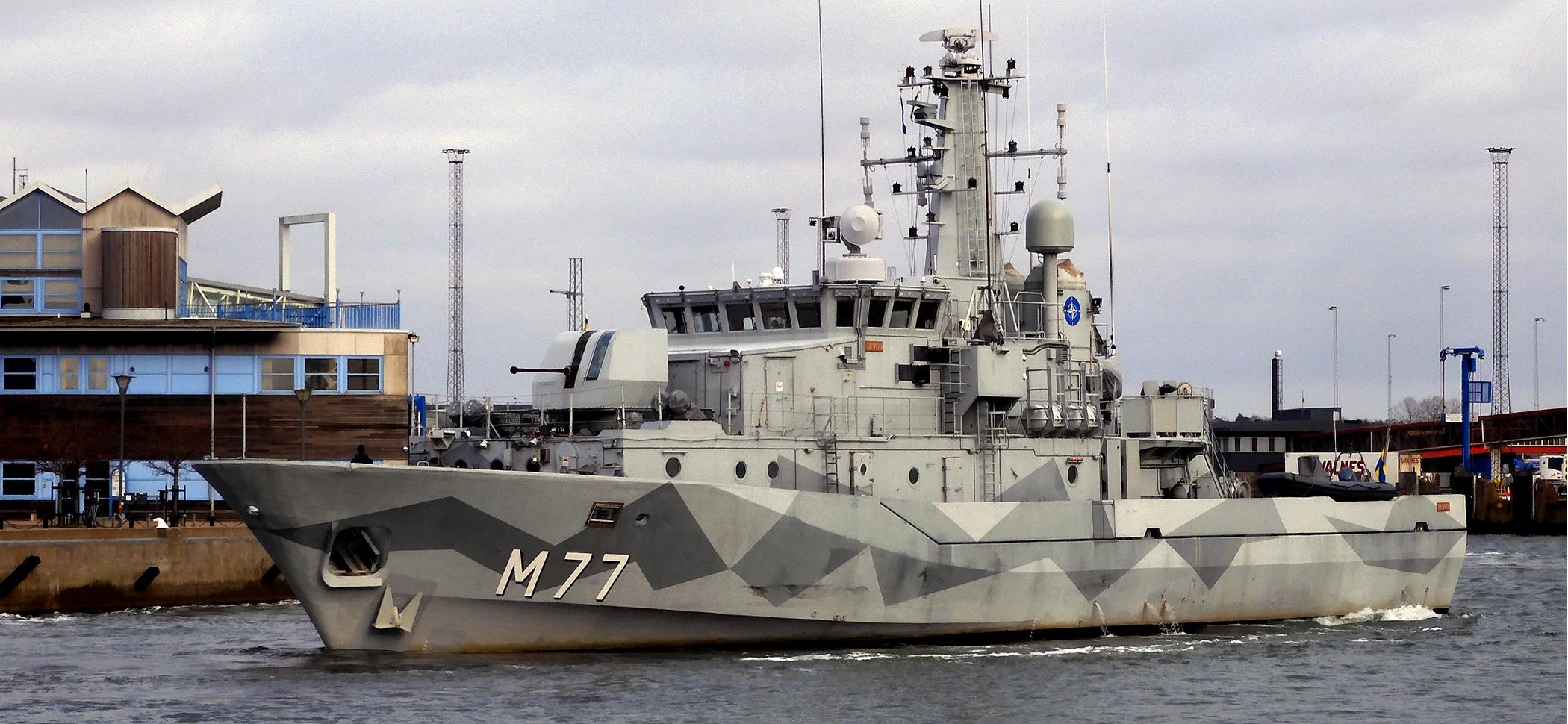
Minröjaren HMS Ulvön på besök i Ystad 3 mars 2025.

För moderna bottenliggande minor använder man sig av minsvep som försöker simulera olika fartygstyper, exempelvis genom att avge magnetism eller buller. Vid magnetiska och akustiska minsvep dras en elektromagnet respektive en kraftig högtalare efter minsveparen. Detta leder till att magnetminor och akustiska minor bringas till detonation. Minsveparen måste förstås vara omagnetisk och tystgående för att inte själv bli offer för minorna. Därför konstrueras den i allmänhet av trä eller plast, och har tystgående motorer.

### SAM
Nackdelen med minsvep är att minröjningsfartyget med sin besättning måste vistas i området med minor. Vid minsvepning passerar dessutom fartyget minan före svepet. Det finns autonoma farkoster, exempelvis den tidigare svenska SAM, vilket är en akronym för självgående akustiskt minsvep. SAM är en obemannad farkost som styrs från moderfartyget. SAM kan simulera att ett fartyg passerar och därmed få avståndsminor att detonera.

### Sonar
Minröjning med sonar är även det en metod för att röja bottenminor. I detta fall simuleras inte att ett fartyg passerar minan, istället släpar minröjningsfartyget en sidescan sonar ett par meter ovanför havsbotten. Sonaroperatören får en bild av botten på sin monitor och markerar ekon i området som är av intresse. Ekona kan sedan kontrolleras närmare av röjdykare eller av en undervattensfarkost som styrs ifrån moderfartyget, exempelvis en fjärrstyrd undervattensfarkost (ROV), UV[källa behövs] eller dubbel-UV[källa behövs]. Undervattensfarkosten kan utrustas med en mindre sprängladdning. Visar sig ett eko vara en mina placerar farkosten sprängladdningen vid minan och tas sedan hem till fartyget. Sprängladdningen detoneras med hjälp av exempelvis en tonsändare, och minan förstörs.

### Röjdykare
Röjdykare är ett av Sveriges minröjningsförband. Röjdykarna är utbildade dykare vars uppgift innefattar att söka efter, dokumentera, bärga eller destruera minor. Röjdykarna är en del av marinens minröjningsorganisation och är baserade på tre platser i Sverige.
- Örlogshamn Berga - Baserade på fartyg.
- Örlogshamn Karlskrona - Baserade på fartyg.
- Gullmarsbasen - Utbildning och huvudbas. Utveckling och testning av utrustning och metoder. MEODS - Marinens EOD skola.

## Röjning av landminor
Röjning av landminor kan delas upp i militär minröjning där syftet är att röja väg genom område för att nå militära mål och humanitär minröjning där syftet är att skapa en miljö där ekonomisk och social utveckling inte hindras av minor.

### Militär minröjning
Militär minröjning inriktas på att röja de delar av ett minfält som behövs för att lösa den aktuella uppgiften. Ofta används maskiner såsom minplogar och minvältar. Explosivämnen som skjuts ut i minfältet kan också användas, till exempel minröjningsormar. Metalldetektorer och minpikar var förr vanliga men används numera sällan på grund av risken för den som använder dem och på grund av att metoden är långsam. Inom militär röjning kan en liten andel oröjda minor accepteras.
Det finns diverse fordonsmonterade minröjningssystem:
- minorm
- minplog
- minrivare
- mintröska
- minvisp
- minvält

Minormar finns även som infanteriutrustning.

### Humanitär minröjning

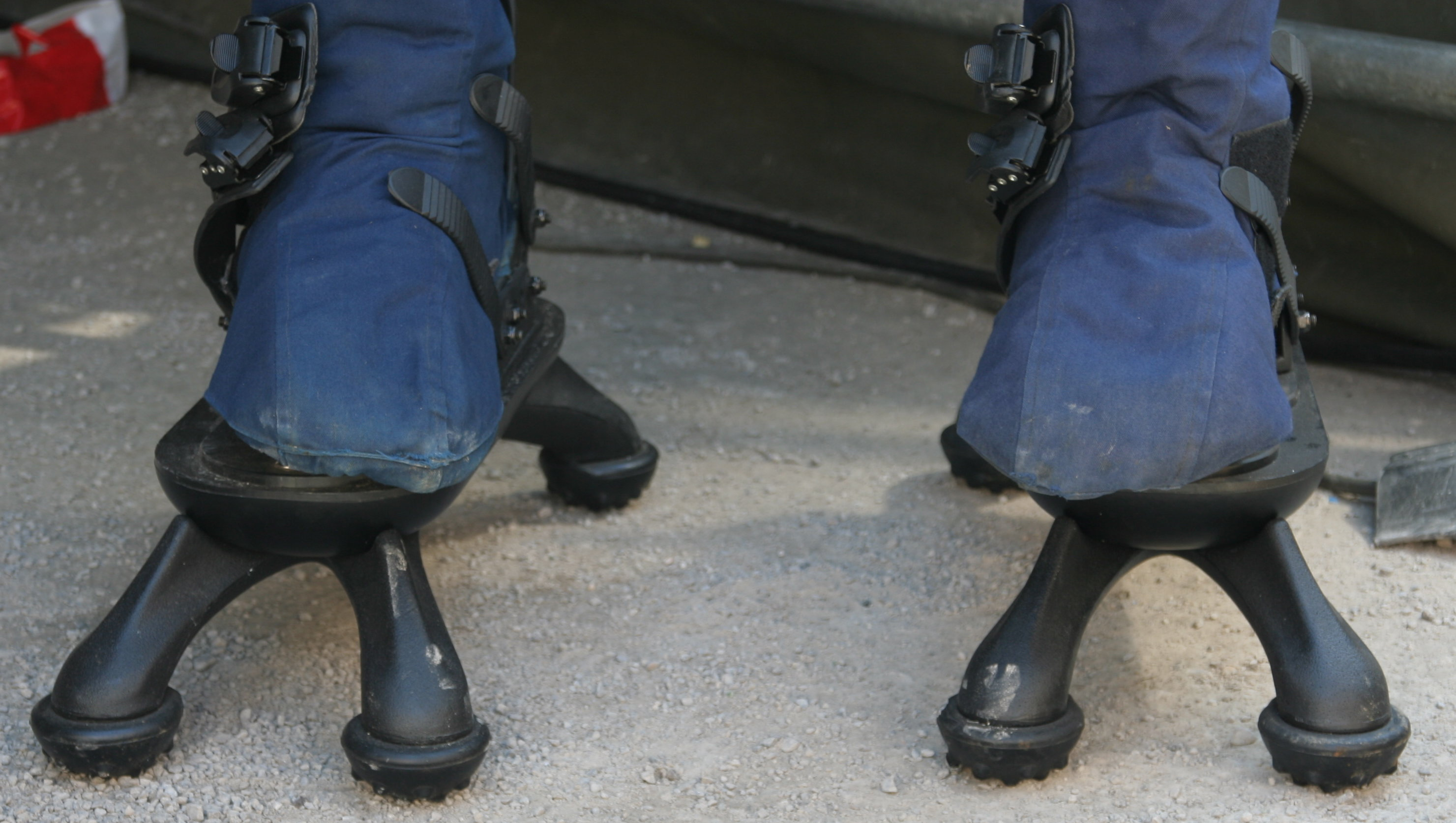
Specialskor för minröjare.

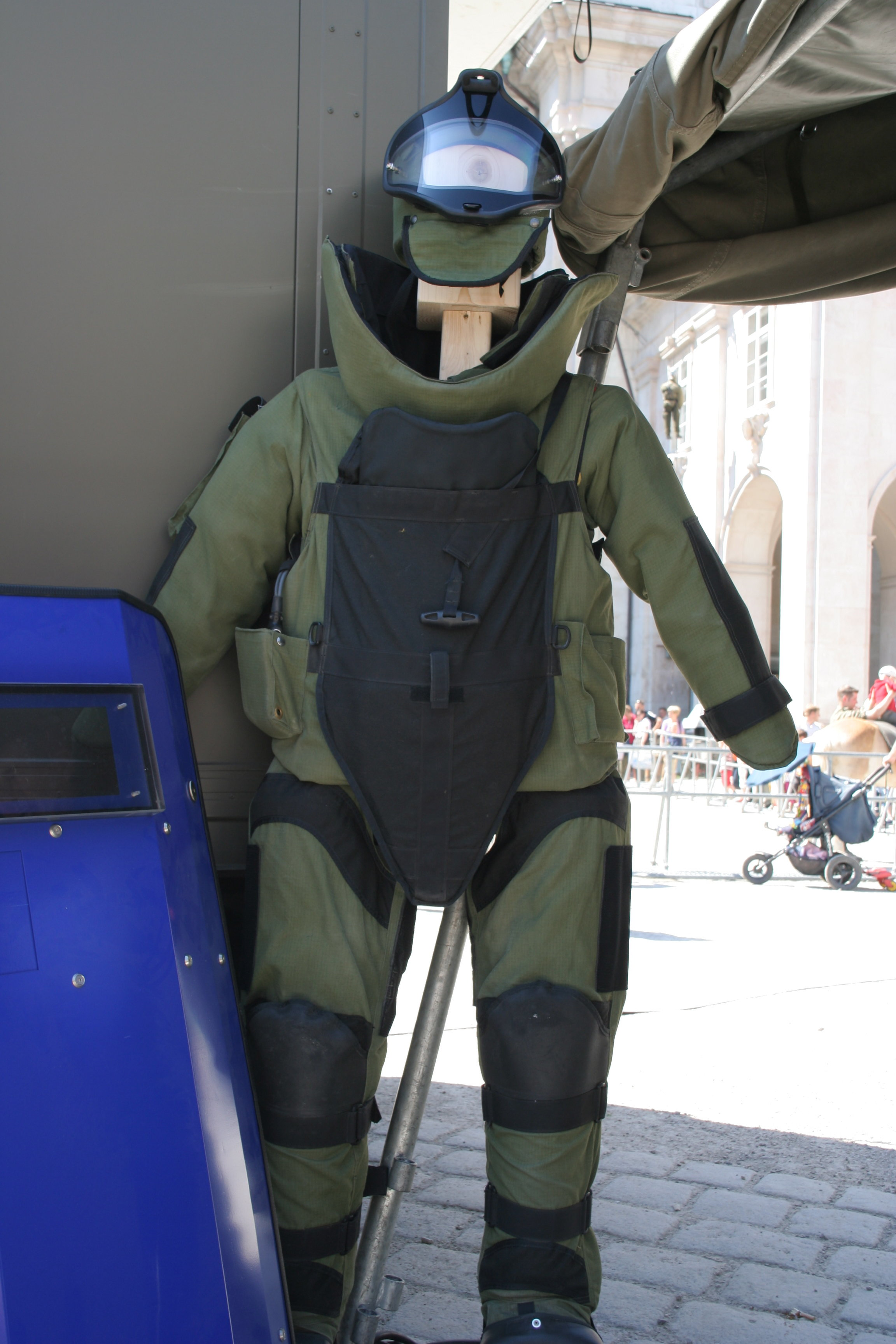
Skyddsutrustning för minröjning.

Humanitär minröjning kräver till skillnad från militär minröjning att den röjda marken är till 100% säker. För att genomföra röjning med bästa resultat och så kostnadseffektivt som möjligt finns det olika metoder att tillgå och man talar om en "verktygslåda" (toolkit) där tre metoder ingår. De tre metoderna är: 
- manuella; där objektet lokaliseras med hjälp av minsökare (detektor) eller någon typ av handverktyg, exempelvis en minpik
- minhund; där en hund som är tränad på att känna doften av explosivämne lokaliserar objektet
- maskinell; där ett mekaniskt verktyg, exempelvis en flail, nyttjas för att lokalisera och destruera minor, eller så kan det vara en vegetationsklippare som används för att underlätta implementering av någon av de övriga röjningsmetoderna

I vissa fall kan en metod implementeras enskilt medan andra metoder är beroende av komplettering för att fungera i sin helhet. Exempelvis metoden med minsökande hundar behöver komplettering av manuella metoder för att bli en komplett röjningsresurs. 
Val av metod kan bero flera olika faktorer, exempelvis markbeskaffenhet, förekomst av vegetation, planerat röjningsdjup och topografi. Tillgången på ekonomiska resurser är ytterligare en påverkande faktor metodval.
Utmärkning av farliga områden är ytterligare en metod som ingår i minröjning. Detta sker vanligen när ett område som innehåller minor och/eller OXA inte kan röjas direkt och syftet med utmärkningen är att varna människor från att gå in i det farliga området. Utmärkning kan exempelvis ske genom att minvarningsskyltar, tape, stängsel eller målade stenar placeras ut runt det farliga området. I samband med utmärkning är det viktigt att genomföra informationskampanjer så att människor som lever och verkar i anslutning till det farliga området förstår innebörden av utmärkning. Informationsspridningen sker ofta inom ramen för ett MRE-projekt.